# Criaturas míticas de Birmania

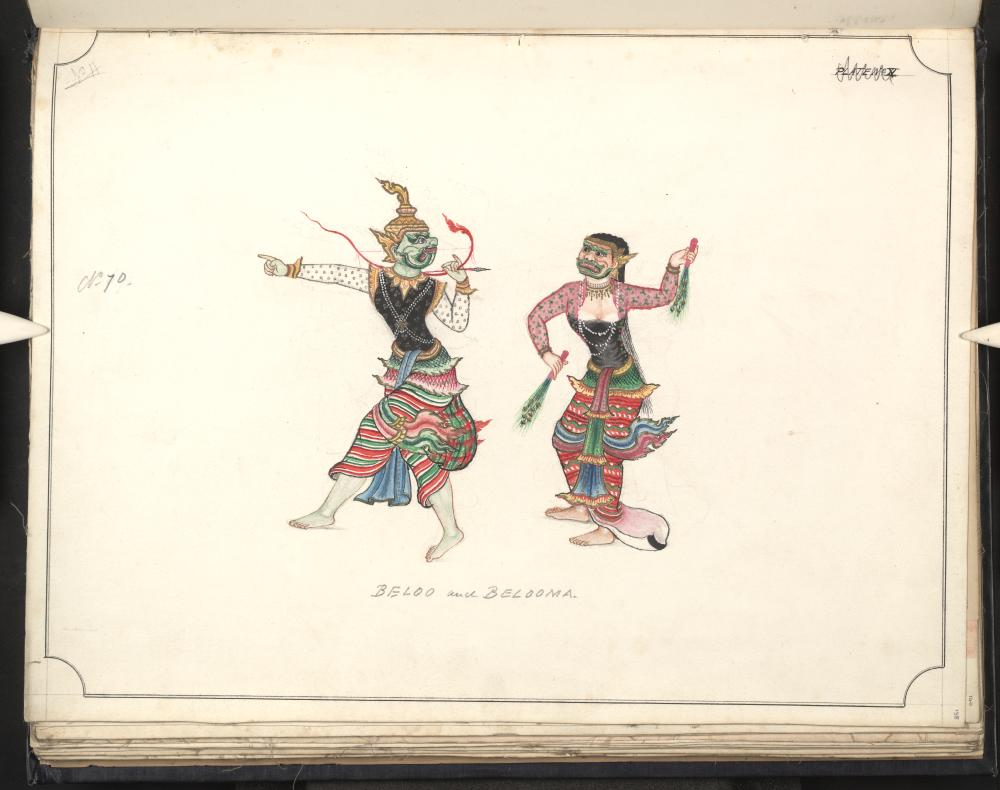
Formas masculina y femenina de Belu, reperesentadas en una acuarela del.

Una amplia variedad de criaturas míticas se encuentran en el folklore birmano y en su mitología. Muchas criaturas birmanas son en parte humanas o criaturas capaces de asumir la forma humana. La mayoría de las criaturas míticas están dotadas de mentalidades humanistas, capacidad para conversar con los humanos y también poderes sobrenaturales. Durante el siglo XX, el papel y la diversidad de las criaturas míticas birmanas fue diversificado por los cómics de Shwe Thway que representaban la vida de Buda, los cuentos de Jataka y la historia birmana.
El ser mitológico más común es el Belu, un ogro. La popularidad de Belu se debe al Yama Zatdaw, la versión birmana del Ramayana, una obra muy popular en Myanmar, y también a sus roles en los Jatakas.

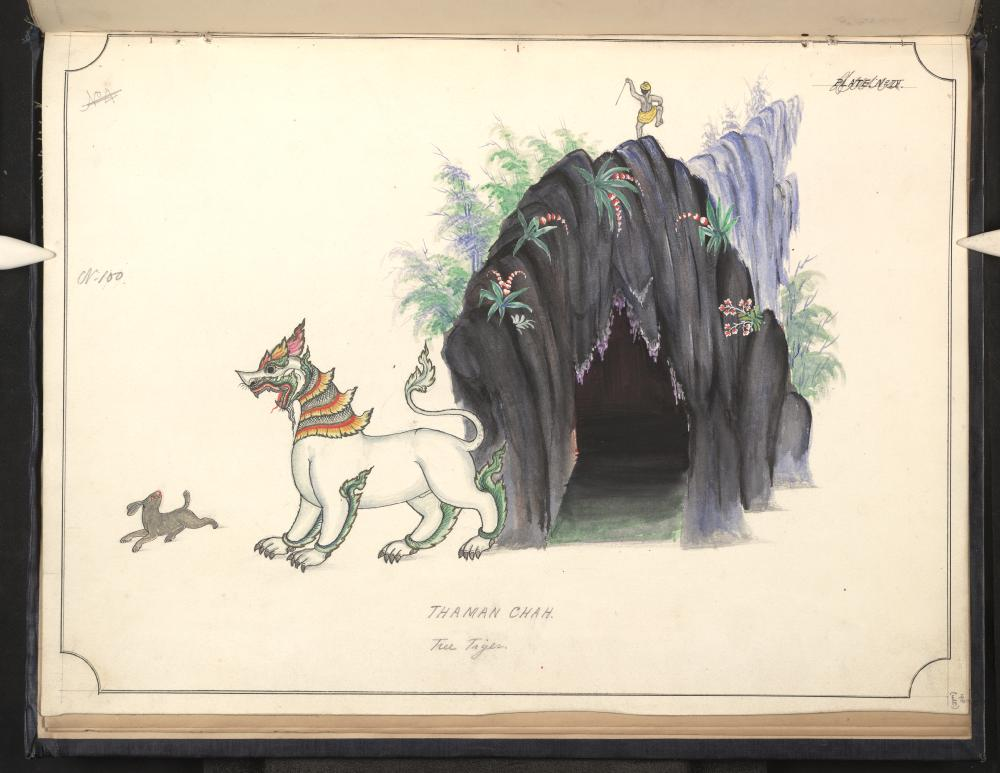
Un Thaman Chah o tigre árbol, en una acuarela de Burma del.

## Lista de seres y criaturas
La siguiente es una lista de seres y criaturas de la mitología de Burma:

### Criaturas mencionadas en historias, obras y literatura de Burma

#### Deidades, demonios y espíritus
- Athurakal - la forma de menor rango de deidades que tienen placer la mitad del día y sufren la otra mitad
- Belu - generalmente seres humanoides comedores de hombres capaces de cambiar de forma.
  - Pan-kike Belu - (lit picadores de flores) Belu con colmillos rectos que come humanos. Generalmente malévolo.
  - Panswé Belu - (lit colgantes de flores) Belu con colmillos curvos o con forma de anzuelos que come flores y frutas. Generalmente benevolente. Un ejemplo sería Popa Medaw
- Nat sein - una especie de espíritus humanos (especialmente aquellos que murieron violentamente). Otorgan poderes sobrenaturales a quienes se dedican pero son imperceptibles en el mundo mortal.

- Otta-saunk o Ottsar-saunk - seres maldecidos a vagar por la tierra debido a su fuerte apego a objetos o lugares.
- Thaik nan shin - es sinónimo de Otta-saunk, calificado por Spiro como "cuasi-nat", o "los espíritus que, debido a su codicia por el tesoro cuando eran humanos, han sido asignados para proteger los tesoros del Buda".
- Peik-ta - seres castigados con hambre o sed perpetua.
- Sone - hags o brujas
- Thayé - fantasmas
- Yama Yazar - Un santo, a menudo reconocido como señor de la muerte que gobierna el infierno.
- Yetkhat - guardianes benevolentes de tesoros enterrados y aquellos escondidos en las raíces de los árboles.
- Zawgyi (alquimista) - un alquimista humano con poderes sobrenaturales y a menudo portando una vara y un sombrero rojo.

#### Bestias
Aves
- Galone - garuda, nemesis de Nāgas.
- Hintha - Hamsa, ave similar a un cisne, famoso como el pájaro con el canto más agradable; símbolo del pueblo mon, y Bago Region.
- Karaweik - de el Pali "karavika", un ave con un llamado melodioso.

Reptiles
- Magan - Makara monstruo marino que se asemeja a un cocodrilo con hocico prensil.
- Nāga - seres como dragones alargados con grandes poderes, enemigos de los Garudas, y que habitan en el mar. Se los describe como capaces de nadar a través de la tierra como si fuera agua y volar por el cielo. Según el "Bhuridatta Jataka", la sexta de las 10 últimas vidas del Buda, el Buda era un príncipe Nāga.[2]
- Ngamoeyeik - un gran cocodrilo y personaje de Min Nandar y Shin Hmwe Loon el equivalente en Burma a Romeo y Julieta.

Mamíferos
- Kyut - criaturas que se asemejan a un pangolín malevolente que pueden adquirir forma humana y engañar a los humanos en los bosques.
- Sarmaree - buey de pelo largo que valora su cabello.
- Thaman Chah - el hombre tigre, un equivalente del hombre lobo en las culturas europeas

Arañas
- Araña gigante Pindaya - una araña gigante que tuvo 7 princesas cautivas en la región de Pindaya.

Híbridos
- Byala - Versión Rakhine del Nawa Rupa.
- Kinnara, hombre y Kinnari, hembra - un híbrido de humano y pájaro, a menudo pintados como humanos con alas, ropa y tocados; asociado con los estados Shan y Kayah.
- Manotethiha (Manussiha en Pali) - Criaturas mitad humanas, mitad leones. Su apariencia es de alguna manera similar a la de la esfinge. Lo que difiere de la esfinge es que tiene dos cuerpos de león conectados a una sola cabeza humana..
- Nawarupa - (lit nueve cuerpos); una criatura hecha de la fusión de partes de nueve animales diferentes.
- Nāya/ Toe-nāya/ Toe-nāga - bastante similar a la quimera; híbridos de siete animales, incluido Nāga. Ninguna aparición de estas criaturas se encuentra en la mitología. Son diseños artísticos de un nāga desarrollado por el escultores de Myanmar.
- Pyinsarupa - (lit cinco cuerpos); una criatura hecha mediante la amalgama de partes de cinco animales diferentes, mascota de Myanmar Airways International.